# Bundesverband Schießstätten
Der Bundesverband Schießstätten e. V. (BVS) ist ein Interessenverband der Betreiber von Schießständen in Deutschland, der am 16. November 1993 in Troisdorf gegründet wurde. Hintergrund der Gründung waren die gestiegenen Anforderungen an Schießstände. Deren Betreiber und betroffene Verbände, wie etwa der Deutsche Jagdverband (DJV), der Deutsche Schützenbund (DSB) und der Verband der Hersteller von Jagd-, Sportwaffen und Munition (JSM) taten sich zusammen, um Fachwissen und Kompetenzen zu sammeln, gemeinsame Interessen zu vertreten, Innovationen voranzutreiben und beratend tätig zu werden. Dies betrifft neben dem Themenfeld Lärm auch Herausforderungen in den Feldern Chemie, Hydrologie, Medizin, Physik und Recht. Der Verband bietet Weiterbildungen und Seminare an. Eine Mitgliedschaft steht Betreibern von Schießstätten, Dach- und Landesverbänden für jagdliches und sportliches Schießen und Herstellern und Vertreibern von Waffen, Munition und Zubehör offen.